# Huân chương Tu giao (Hàn Quốc)
Huân chương Tu Giao (Huân chương Công vụ ngoại giao, hangul: 수교훈장) là một loại huân chương của Hàn Quốc, do Tổng thống Đại Hàn Dân Quốc trao cho những những đóng góp xuất sắc vì lợi ích nâng cao uy tín quốc gia và thúc đẩy tình hữu nghị với các nước.  Đây là một vinh dự tương đối hiếm, thường được trao cho một số ít người mỗi năm và là một trong những giải thưởng dân sự cao nhất của Hàn Quốc.

## Các hạng
Huân chương này bao gồm 5 hạng. Hạng nhất bao gồm 2 cấp.
| Hạng      | Tên                                             | Ruy băng |
| --------- | ----------------------------------------------- | -------- |
| Hạng nhất | Đại huân chương Quang Hóa (광화대장 - 光化大章) |          |
| Hạng nhất | Huân chương Quang Hoá (광화장 - 光化章)         |          |
| Hạng nhì  | Huân chương Hưng Nhân (흥인장 - 興仁章)         |          |
| Hạng ba   | Huân chương Tôn Lễ (숭례장 - 崇礼章)            |          |
| Hạng tư   | Huân chương Chương Nghĩa (창의장 - 彰義章)      |          |
| Hạng 5    | Huân chương Túc Tĩnh (숙정장 - 粛靖章)          |          |

## Những người được nhận
- David Manker Abshire, Cựu đại sứ Nato, Mỹ
- Georges Arsenijevic, Cố vấn kỹ thuật, trung tâm văn hóa Hàn Quốc, Pháp
- Irina Bokova, Tổng giám đố UNESCO, Bulgaria
- Pengiran Muda Mohamed Bolkiah, Hoàng tử Brunei
- Pengiran Muda Jefri Bolkiah, Thành viên Hoàng gia Brunei
- Sam Brownback, Cựu thượng nghị sỹ bang Kansas, Thống đốc bang Kansas, Mỹ
- Fredrick Chien, Giám đốc văn phòng thông tin chính phủ Trung Hoa Dân Quốc, Đài Loan
- Barry Devolin, Thủ tướng Canada
- Gyanendra, Hoàng tử Nepal, Nepal
- Henrik, Thân vương Đan Mạch, Đan Mạch
- Vương Hậu Silvia, Thụy Điển
- Sonja, Vương hậu Na Uy
- Chaudhry Shujaat Hussain, Thủ tướng Pakistan
- Henry Hyde, Nghị viên Mỹ
- Lee Khoon Choy, Thủ tướng, đại sứ Singapore
- Joe Lieberman, Thượng nghị sỹ Mỹ
- Pin Malakul, Bộ trưởng bộ giáo dục và văn hóa Thái Lan
- Kamisese Mara, Thủ tướng Fiji
- Zoila Martínez, Đại sứ cộng hòa Dominican tại Hàn Quốc
- Alois Mock, Phó thủ tướng, bộ trưởng bộ ngoại giao Áo
- Khaldoon Al Mubarak, Chủ tịch Cơ quan Hành pháp, Các Tiểu vương quốc Ả Rập Thống nhất
- Anand Panyarachun, Thủ tướng Thái Lan
- Bernhard Paus, Na Uy
- Abu Saleh Mohammad Mustafizur Rahman, Thủ tướng, bộ trưởng bộ ngoại giao Bangladesh
- Lars Løkke Rasmussen, Thủ tướng Đan Mạch
- Ryoichi Sasakawa, Thủ tướng Nhật Bản
- Edward Seaga, Thủ tướng Jamaica
- Sirindhorn, Công chúa Thái Lan
- Venu Srinivasan, Ấn Độ
- Sergei Stepashin, Thủ tướng Nga
- James Van Fleet, Army General, United States
- Tengku Intan Zaharah, Queen consort of Malaysia
- Ginandjar Kartasasmita, Phát ngôn viên hội đồng đại biểu khu vực của Indonesia
- Thomas Lembong, Bộ trưởng bộ thương mại Indonesia
- Abdullah Ahmad Badawi, Thủ tướng Malaysia
- Darell Leiking, Bộ trưởng bộ ngoại thương và công nghiệp Malaysia
- Hatta Rajasa, Bộ trưởng Điều phối Kinh tế Indonesia
- Mahathir Mohamad, Thủ tướng Malaysia
- Sudharmono, Phỏ tổng thống Indonesia
- Amb. Anne Höglund, Cựu đại sứ Vương quốc Thụy điển.[4]
- Park Hang-seo, Huấn luyện viên trưởng độ tuyển bóng đá Việt Nam.[5]
- L. B. Moerdani, Chỉ huy lực lượng vũ trang quốc gia Indonesia
- Phạm Bình Minh, phó thủ tướng, bộ trưởng Bộ Ngoại Giao Việt Nam [6]
- Trần Văn Túy, Trưởng Ban Công tác đại biểu, Chủ tịch Nhóm Nghị sĩ hữu nghị Việt Nam – Hàn Quốc.[7]
- Dato Lim Jock Hoi, Tổng thư Ký ASEAN.[8]